# Aridelus flavicoxae
Aridelus flavicoxae är en stekelart som först beskrevs av Shuja-uddin 1981.  Aridelus flavicoxae ingår i släktet Aridelus och familjen bracksteklar. Inga underarter finns listade.